# Список міністрів оборони України
Список персон, які керували Міністерством оборони України / УРСР / УНР з 1917 року та Державним секретаріатом військових справ Західноукраїнської Народної Республіки.

## Генеральний секретар військових справУкраїнської Центральної Ради
| № | Час повноважень                 | Портрет | Ім'я                      |
| 1 | 15 червня 1917 — 18 грудня 1917 |         | Петлюра Симон Васильович  |
| 2 | 18 грудня 1917 — 17 січня 1918  |         | Порш Микола Володимирович |

## Військові міністриУкраїнської Центральної Ради
| № | Час повноважень                | Портрет              | Ім'я                             |
| 1 | 18 січня 1918 — 28 січня 1918  |                      | Немоловський Іван Пилипович      |
| 2 | 29 січня 1918 — 29 квітня 1918 | Олександр Жуківський | Жуківський Олександр Тимофійович |

## Військові міністриГетьманського уряду України
| №    | Час повноважень                    | Портрет | Ім'я                                |
| в.о. | 29 квітня 1918 — 3 травня 1918     |         | Греків Олександр Петрович           |
| в.о. | 3 травня 1918 — 8 травня 1918      |         | Сливинський Олександр Володимирович |
| в.о. | 8 травня 1918 — 16 травня 1918     |         | Лігнау Олександр Георгійович        |
| 1    | 16 травня 1918 — 14 листопада 1918 |         | Рогоза Олександр Францевич          |
| в.о. | 14 листопада 1918 — 14 грудня 1918 |         | Щуцький Борис Йосипович             |

## Військовий комісарДиректорії України
| №                     | Час повноважень                  | Портрет | Ім'я                           |
| 1                     | 14 грудня 1918 — 26 грудня 1918  |         | Ґалаґан Микола Михайлович      |
| 1                     | 26 грудня 1918 — 9 січня 1919    |         | Осецький Олександр Вікторович  |
| в.о.                  | 9 січня 1919 — 14 лютого 1919    |         | Греків Олександр Петрович      |
| в.о.                  | 14 лютого 1919 — 22 лютого 1919  |         | Сиротенко Григорій Тимофійович |
| 2                     | 22 лютого 1919 — 9 квітня 1919   |         | Шаповал Олександр Андрійович   |
| 3 (до 20 червня в.о.) | 9 квітня 1919 — 4 липня 1919     |         | Сиротенко Григорій Тимофійович |
| в.о.                  | 4 липня 1919 — 14 липня 1919     |         | Шайбле Олександр Якович        |
| в.о.                  | 14 липня 1919 — 5 листопада 1919 |         | Петрів Всеволод Миколайович    |
| 4                     | 5 листопада 1919 — 25 липня 1920 |         | Сальський Володимир Петрович   |
| в.о.                  | 25 липня 1920 — 24 грудня 1920   |         | Галкин Олексій Семенович       |

## Військовий комісарДиректорії Україниувигнанні
| №    | Час повноважень                      | Портрет | Ім'я                                      |
| в.о. | 24 грудня 1920 — 8 лютого 1921       |         | Юнаків Микола Леонтійович                 |
| в.о. | 8 лютого 1921 — 24 березня 1921      |         | Дядюша Сергій Іванович                    |
| в.о. | 24 березня 1921 — 11 травня 1921     |         | Омелянович-Павленко Михайло Володимирович |
| в.о. | 11 травня 1921 — 31 липня 1921       |         | Безручко Марко Данилович                  |
| в.о. | 3 листопада 1921 — 14 листопада 1921 |         | Єрошевич Петро Костянтинович              |
| в.о. | 14 листопада 1921 — 22 травня 1922   |         | Вовк Андрій Миколайович                   |
| 5    | 22 травня 1922—1927                  |         | Юнаків Микола Леонтійович                 |

## Державний секретар військових справ Західноукраїнської Народної Республіки
| № | Час повноважень    | Портрет | Ім'я                        |
| 1 | з 8 листопада 1918 |         | Вітовський Дмитро Дмитрович |

## Народний комісар з військових справУкраїни
| № | Час повноважень                | Портрет | Ім'я                     |
| 1 | 10 лютого 1919 — вересень 1919 |         | Подвойський Микола Ілліч |

## Народний комісар оборониУРСР
| № | Час повноважень                     | Портрет | Ім'я                         |
| 1 | 11 березня 1944 — 13 листопада 1945 |         | Герасименко Василь Пилипович |

## Міністри оборони України
| №     | Час повноважень                    | Портрет             | Ім'я                           |
| 1     | 3 вересня 1991 — 4 жовтня 1993     | Костянтин Морозов   | Морозов Костянтин Петрович     |
| в. о. | 4 жовтня 1993 — 8 жовтня 1993      |                     | Біжан Іван Васильович          |
| 2     | 8 жовтня 1993 — 25 серпня 1994     |                     | Радецький Віталій Григорович   |
| в. о. | 25 серпня 1994 — 10 жовтня 1994    | Валерій Шмаров      | Шмаров Валерій Миколайович     |
| 3     | 10 жовтня 1994 — 8 липня 1996      | Валерій Шмаров      | Шмаров Валерій Миколайович     |
|       | 8 липня 1996 — 11 липня 1996       |                     | —                              |
| 4     | 11 липня 1996 — 24 жовтня 2001     |                     | Кузьмук Олександр Іванович     |
|       | 24 жовтня 2001 — 12 листопада 2001 |                     | —                              |
| 5     | 12 листопада 2001 — 25 червня 2003 | Володимир Шкідченко | Шкідченко Володимир Петрович   |
| 6     | 25 червня 2003 — 23 вересня 2004   |                     | Марчук Євген Кирилович         |
| 7     | 24 вересня 2004 — 23 січня 2005    |                     | Кузьмук Олександр Іванович     |
| в. о. | 23 січня 2005 — 3 лютого 2005      |                     | Кузьмук Олександр Іванович     |
| 8     | 4 лютого 2005 — 25 травня 2006     |                     | Гриценко Анатолій Степанович   |
| в. о. | 25 травня 2006 — 4 серпня 2006     |                     | Гриценко Анатолій Степанович   |
| 8     | 4 серпня 2006 — 23 листопада 2007  |                     | Гриценко Анатолій Степанович   |
| в. о. | 23 листопада 2007 — 18 грудня 2007 |                     | Гриценко Анатолій Степанович   |
| 9     | 18 грудня 2007 — 5 червня 2009     |                     | Єхануров Юрій Іванович         |
| в.о.  | 5 червня 2009 — 11 березня 2010    |                     | Іващенко Валерій Володимирович |
| 10    | 11 березня 2010 — 8 лютого 2012    | Михайло Єжель       | Єжель Михайло Броніславович    |
| 11    | 8 лютого 2012 — 24 грудня 2012     | Дмитро Саламатін    | Саламатін Дмитро Альбертович   |
| 12    | 24 грудня 2012 — 27 лютого 2014    | Павло Лебедєв       | Лебедєв Павло Валентинович     |
| в.о.  | 27 лютого 2014 — 25 березня 2014   | Ігор Тенюх          | Тенюх Ігор Йосипович           |
| в.о.  | 25 березня 2014 — 3 липня 2014     | Михайло Коваль      | Коваль Михайло Володимирович   |
| 13    | 3 липня 2014 — 14 жовтня 2014      | Гелетей Валерій     | Гелетей Валерій Вікторович     |
| 14    | 14 жовтня 2014 — 29 серпня 2019    | Степан Полторак     | Полторак Степан Тимофійович    |
| 15    | 29 серпня 2019 — 4 березня 2020    | Андрій Загороднюк   | Загороднюк Андрій Павлович     |
| 16    | 4 березня 2020 — 3 листопада 2021  | Андрій Таран        | Таран Андрій Васильович        |
| 17    | 4 листопада 2021 — 5 вересня 2023  | Олексій Резніков    | Резніков Олексій Юрійович      |
| 18    | 6 вересня 2023 — 17 липня 2025     | Рустем Умєров       | Умєров Рустем Енверович        |
| 19    | із 17 липня 2025                   | Денис Шмигаль       | Шмигаль Денис Анатолійович     |